# بول أبليمان
بول فكتور أبليمان (بالإنجليزية: Paul Ableman)‏ (13 يونيو 1927 - 25 أكتوبر 2006) كاتب مسرحي وروائي إنجليزي، كتب عدداً كبيراً من قصص الخيال المثيرة والروايات، وَيُعتبر كاتباً مستقلاً تَحول مساره عن الخيال. نشرت روايته التجريبية «أسمع أصواتا» عام 1958 بواسطة مطبعة أولمبيا، ومن مسرحياته «جوليا الخضراء» (1966) و«اختبارات» (1966).
ولد أبليمان في ليدز في يوركشاير، في عائلة يهودية؛ والده جاك أبليمان من أصول روسية كان يعمل في مصنع خياطة ووالدته غيرترود من أصول ألمانية كانت ممثلة وكاتبة. استقر في هامبستيد، لندن في المملكة المتحدة. بعد طلاق والديه، عاش مع إمه وزوج أمه ثورستون ماكاولي وهي صحفي في نيويورك. درس اللغة الإنجليزية في كلية كينجز لندن، لكنه لم يحصل على شهادة.
تزوج أبليمان مرتين، حيث تزوج تينا كارز براون في عام 1958، ورزق منها بابن واحد، ثم تطلقا؛ ثم تزوّج شيلا هوتون فوكس في عام 1978، ورزق منها بابن واحد، وظلّت زوجته حتى وفاته في عام 2006.

## روابط خارجية
- بول أبليمان على موقع IMDb (الإنجليزية)
- بول أبليمان على موقع إن إن دي بي (الإنجليزية)